# 香港公益金
香港公益金（英語：The Community Chest）成立於1968年11月8日，為香港非牟利及非政府資助之慈善機構，負責為所資助的社會福利機構籌募捐款，而行政費用由香港賽馬會贊助，因此公益金可在不扣除行政費用下，將市民捐款全數撥予超過168間會員社會福利機構。公益金辦事處位於香港灣仔告士打道39號夏愨大廈18樓1805室。

## 歷史
1960年代初期，香港人口激增，社會問題日趨嚴重。為舒緩社會壓力，社會賢達包括已故唐炳源議員、已故馮秉芬爵士夫人（馮簡笑嫻）、何瑾爵士夫人和孫秉樞博士等，倡議開闢「福利銀庫」，統一籌募經費，讓志願機構可以專注發展各項服務，提昇整體社會福利水準。
《香港公益金條例》在立法局會議中獲得通過，1968年11月8日正式成立公益金，成為亞洲首個這類型的慈善機構。

### 目標
公益金選用寶塔作為會標，以層層疊疊的寶塔是行善積福的象徵，聚沙成塔，集腋成裘，呼籲香港市民每人付出一點力量，為本港有需要人士帶來幸福和希望。

### 宗旨
「鼓勵社群積極參與及捐贈，共同建立一個充滿愛心的社會。」

### 會長
公益金會長以前由港督夫人擔任，1997年起改由行政長官夫人擔任。

## 董事會
香港公益金是根據《香港法例》於1968年成立的法團，為一間非政府、非牟利、財政資源獨立及管理自主的機構。董事會由香港社會賢達、商界領袖組成，以義務性質為公益金工作。
| 主席（會長） - 李林麗嬋 董事 - 陳祖澤 （第一副會長兼執行委員會主席） - 龐建貽 （第二副會長兼籌募委員會主席） - 陳黃穗 （第三副會長兼公共關係委員會主席） - 楊傳亮 （第四副會長兼入會、預算及分配委員會主席） - 趙柏基 （司庫） - 陳子政 （執行委員會副主席） - 江焯開 （執行委員會副主席） | 董事 - 施穎茵 - 史美倫 - 陳燿璋 - 陳智思 - 陳文 - 張趙凱渝 - 張偉球 - 張永銳 - 邱詠筠 - 周松崗 - 朱嘉樂 - 馮裕津 - 夏大衛 - 禤惠儀 - 金澤培 - 關景鴻 - 郭基煇 - 林堅 - 李龍基 | - 李業廣 - 梁國權 - 梁松泰 - 李民橋 - 文嘉強 - 伍燕儀 - 黃永光 - 彭曉明 - 孫道弘 - 譚志源 - 鄧耀昇 - 唐偉邦 - 王冬勝 - 王庭聰 - 伍偉國 - 楊國佳 - 余仲行 - 盛凱 |

資料來源：公益金架構 （页面存档备份，存于）

## 會員福利機構
所有機構必須申請成為「公益金會員機構」才可申請公益金撥款，申請基本條件包括：
1. 必須於香港註冊成立；
2. 根據《稅務條例》第88條獲認可為慈善機構；
3. 提供非牟利社會服務給香港市民，並有三年以上業績記錄。

粗體字為已建立相關條目
| - 人際輔導中心 （页面存档备份，存于） - 小寶慈善基金有限公司 （页面存档备份，存于） - 工程及醫療義務工作協會 （页面存档备份，存于） - 工業傷亡權益會有限公司 （页面存档备份，存于） - 工業福音團契 （页面存档备份，存于） - 心光盲人院暨學校有限公司 - 心話 （页面存档备份，存于） - 五旬節聖潔會靈光白普理失明人中心 - 中國基督教播道會播道兒童之家 - 中華傳道會恩光老人中心 - 生命熱線 - 母親的抉擇 - 再生會有限公司 - 安徒生會有限公司 （页面存档备份，存于） - 自強協會有限公司 （页面存档备份，存于） - 匡智松嶺村 - 光愛中心有限公司 （页面存档备份，存于） - 竹園區神召會 - 防止虐待兒童會 - 伸手助人協會 （页面存档备份，存于） - 利民會 （页面存档备份，存于） - 社區藥物教育輔導會 （页面存档备份，存于） - 佛教李嘉誠護理安老院 - 佛教寶靜安老院 - 佛教寶靜護理安老院 - 協康會 - 和諧之家 （页面存档备份，存于） - 肺積塵互助會 （页面存档备份，存于） - 美中浸信會 （页面存档备份，存于） - 宣美語言及聽覺訓練中心 （页面存档备份，存于） - 香港工人健康中心 （页面存档备份，存于） - 香港公教婚姻輔導會 （页面存档备份，存于） - 香港心理衛生會 （页面存档备份，存于） - 香港中華基督教青年會 - 香港北角區街坊福利事務促進會 - 香港失明人互聯會 （页面存档备份，存于） - 香港仔街坊福利會社會服務中心 （页面存档备份，存于） - 香港老年痴呆症協會 （页面存档备份，存于） - 香港肌健協會 （页面存档备份，存于） - 香港防癌會 （页面存档备份，存于） - 香港扶幼會 （页面存档备份，存于） - 香港戒毒會 （页面存档备份，存于） - 香港社區組織協會 （页面存档备份，存于） - 香港社會服務聯會 - 香港盲人輔導會 - 香港亞洲歸主協會 - 香港明愛 - 香港乳癌基金會有限公司 （页面存档备份，存于） - 香港青少年服務處 （页面存档备份，存于） - 香港青年協會 | - 香港青年獎勵計劃 - 香港紅十字會 - 香港神託會 - 香港宣教會社會服務處 - 香港拯溺總會 （页面存档备份，存于） - 香港造口人協會有限公司 （页面存档备份，存于） - 香港唐氏綜合症協會 （页面存档备份，存于） - 香港海事青年團 - 香港航空青年團 - 香港家庭計劃指導會 - 香港家庭福利會 - 香港耆康老人福利會 （页面存档备份，存于） - 香港弱智人士家長聯會 （页面存档备份，存于） - 香港婦女中心協會 （页面存档备份，存于） - 香港啟迪會 （页面存档备份，存于） - 香港國際社會服務社 （页面存档备份，存于） - 香港基督女少年軍 （页面存档备份，存于） - 香港基督少年軍有限公司 - 香港基督教工業委員會 - 香港基督教服務處 - 香港基督教培道聯愛會 - 香港基督教播道會聯會 （页面存档备份，存于） - 香港殘疾人奧委會暨傷殘人士體育協會 - 香港復康會 - 香港復康聯盟有限公司 （页面存档备份，存于） - 香港循理會 - 香港單親協會 - 香港善導會 （页面存档备份，存于） - 香港聖公會麥理浩夫人中心 （页面存档备份，存于） - 香港聖公會福利協會 （页面存档备份，存于） - 香港聖約翰救護機構 - 香港傷健協會 （页面存档备份，存于） - 香港路德會社會服務處 （页面存档备份，存于） - 香港新聲會有限公司 （页面存档备份，存于） - 香港輪椅輔助隊有限公司 （页面存档备份，存于） - 香港撒瑪利亞防止自殺會 - 香港學生輔助會 - 香港職業發展服務處 （页面存档备份，存于） - 香港醫藥援助會 （页面存档备份，存于） - 香港耀能協會 - 香港露宿救濟會 - 香港聾人福利促進會 - 乘風航 （页面存档备份，存于） - 庭恩兒童中心有限公司 （页面存档备份，存于） - 浸信會愛羣社會服務處 - 真鐸學校 - 國際四方福音會香港區 - 基督教巴拿巴愛心服務團 （页面存档备份，存于） - 基督教中國佈道會沙田迦南堂 （页面存档备份，存于） - 基督教青少年牧養團契 （页面存档备份，存于） | - 基督教香港信義會社會服務部 （页面存档备份，存于） - 基督教香港崇真會社會服務有限公司 （页面存档备份，存于） - 基督教宣道會香港區聯會有限公司 （页面存档备份，存于） - 基督教信義會芬蘭差會 （页面存档备份，存于） - 基督教恩立教會有限公司 （页面存档备份，存于） - 基督教家庭服務中心 （页面存档备份，存于） - 基督教愛協團契有限公司 （页面存档备份，存于） - 基督教聖約教會耀安堂老人中心 （页面存档备份，存于） - 基督教聯合那打素社康服務 （页面存档备份，存于） - 基督教勵行會 - 基督教懷智服務處 - 基督教關懷無家者協會 （页面存档备份，存于） - 基督教靈實協會 （页面存档备份，存于） - 深水埗社區協會有限公司 （页面存档备份，存于） - 救世軍 - 啟勵扶青會 （页面存档备份，存于） - 黃大仙上邨及鳳凰新村老人服務中心 - 善牧會 （页面存档备份，存于） - 復和綜合服務中心有限公司 （页面存档备份，存于） - 復康資源協會 （页面存档备份，存于） - 循道愛華村服務中心 （页面存档备份，存于） - 循道衛理亞斯理社會服務處 - 循道衛理楊震社會服務處 （页面存档备份，存于） - 循道衛理聯合教會鴨脷洲中心 （页面存档备份，存于） - 循道衛理觀塘社會服務處 （页面存档备份，存于） - 智樂兒童遊樂協會 （页面存档备份，存于） - 新生精神康復會 - 路向四肢傷殘人士協會 - 萬國宣道浸信會有限公司 （页面存档备份，存于） - 義務工作發展局 （页面存档备份，存于） - 聖公會聖十架堂社會服務中心 - 聖公會聖基道兒童院有限公司 - 聖雲先會香港中央分會 （页面存档备份，存于） - 聖雅各福群會 - 愛滋寧養服務協會 （页面存档备份，存于） - 愛德循環運動 （页面存档备份，存于） - 瑪利諾女修會社會服務 - 嘉諾撒仁愛會 - 監護者早期教育中心 （页面存档备份，存于） - 鄰舍輔導會 （页面存档备份，存于） - 樂智協會 （页面存档备份，存于） - 撒瑪利亞會 （页面存档备份，存于） - 親切 （页面存档备份，存于） - 龍耳有限公司 - 奮進(青少年發展)有限公司 （页面存档备份，存于） - 關心您的心 （页面存档备份，存于） - 關注婦女性暴力協會 （页面存档备份，存于） - 藝術在醫院 - 懷愛會 - 贐明會 （页面存档备份，存于） |

(會員機構名稱依中文筆劃次序排列)

資料來源：香港公益金－會員社會福利機構  （页面存档备份，存于）

## 籌款活動

### 主要項目
- 百萬行：「百萬行」是公益金眾多籌款項目中歷史最悠久的一項，廣受香港市民的歡迎。自1971年首次舉辦以來，已經舉行了146次步行。歷年來參與人數共超過300萬人次。
- 公益金便服日
- 萬眾同心公益金：一年一度的大型電視籌款活動，每年5月由公益金及無綫電視攜手製作，是無綫電視慈善節目之一。
- 公益慈善馬拉松：一年一度的活動吸引來自不同機構及團體的運動健兒，於10公里及半馬拉松賽事中展身手。
- 商業及僱員募捐計劃：是公益金一項主要的籌款活動，為工商業機構及僱員提供一個既簡單又直接的捐款途徑。機構本身除可作直接捐款外，更可以鼓勵僱員自行組辦籌款活動，或透過僱員樂助計劃從每月薪金扣除定額捐款等方式為公益金籌款。公益金並設有獎勵計劃以茲表楊。此外，這個計劃亦有特別的籌款活動。
- 公益綠「識」日
- 公益愛牙日
- 公益行善「折」食日
- 股票代號慈善抽籤計劃
- 賀禮捐公益：2001年開始推出，鼓勵各界人士將生辰、開業、新婚、週年紀念等喜慶日子所收到的賀禮轉為捐款送贈公益金。
- 環保為公益
- 公益金售旗籌款日
- 公益金慈善高爾夫球賽

### 恒常項目
- 樂捐公益謝嘉賓
- 「公益利事錢」
- 午砲籌款為公益

## 外部連結
- 香港公益金網站 （页面存档备份，存于）